# Shante Carver
Shante Carver (Stockton, 12 febbraio 1971) è un ex giocatore di football americano statunitense che ha giocato nel ruolo di defensive end nella National Football League (NFL).

## Biografia
Dopo avere giocato a football al college all'Università statale dell'Arizona, Carver fu scelto come 23º assoluto nel Draft NFL 1994 dai Dallas Cowboys. Nella sua prima stagione giocò solamente sette partite a causa degli infortuni. Neanche la sua seconda stagione regolare fu positiva ma, complice un infortunio di Charles Haley, poté giocare come titolare l'ultima gara della stagione regolare. due gare di playoff e diede anche il suo contributo nella vittoria del Super Bowl XXX, in cui mise a segno l'allora primato personale di 5 tackle. Nel 1996 fu sospeso per sei partite per ripetute violazioni dei test antidoping. L'anno successivo guidò la squadra con 6 sack, ma i Cowboys optarono per non rinnovargli il contratto in scadenza. Firmò così coi BC Lions della Canadian Football League ma fu svincolato prima dell'inizio della stagione. Nel 2001 giocò con i Memphis Maniax della X Football League, venendo inserito nella formazione ideale della lega a fine stagione. Dopo il fallimento della XFL, firmò coi Dallas Desperados della Arena Football League, dove giocò per tre stagioni prima del ritiro.

## Palmarès
- Super Bowl : 1

Dallas Cowboys: XXX
- National Football Conference Championship: 1

Dallas Cowboys: 1995

## Statistiche
| Partite | 52   |
| sack    | 11,5 |